# Danais ligustrifolia
Danais ligustrifolia là một loài thực vật có hoa trong họ Thiến thảo. Loài này được Baker mô tả khoa học đầu tiên năm 1883.